# Milan Perný
Milan Perný (* 1985) je slovenský hudebník, vědec a lidový bavič.

## Život

### Hudební kariéra
V roce 2005 spolupracoval na nahrávce CD Všetkým pro radost folklórniho souboru Mladosť z Komjatíc.
Vydal řadu alb moderně i tradičně zpracovaných lidových písní a šlágrů, zejména ze západního Slovenska, Moravy, Ponitří a Záhoří.
Od roku 2018 spolupracuje s příbuznými zesnulého lídra skupiny Senzus (Dušan Hergott), Jana Hergotta a Františka Hergotta, se kterými působí v kapele Hergottovci a se kterou také uvádí hudebně-zábavní pořad Hudba hraj (TV Senzi). Se skupinou Hergottovci také složil autorské písničky.

#### Diskografie

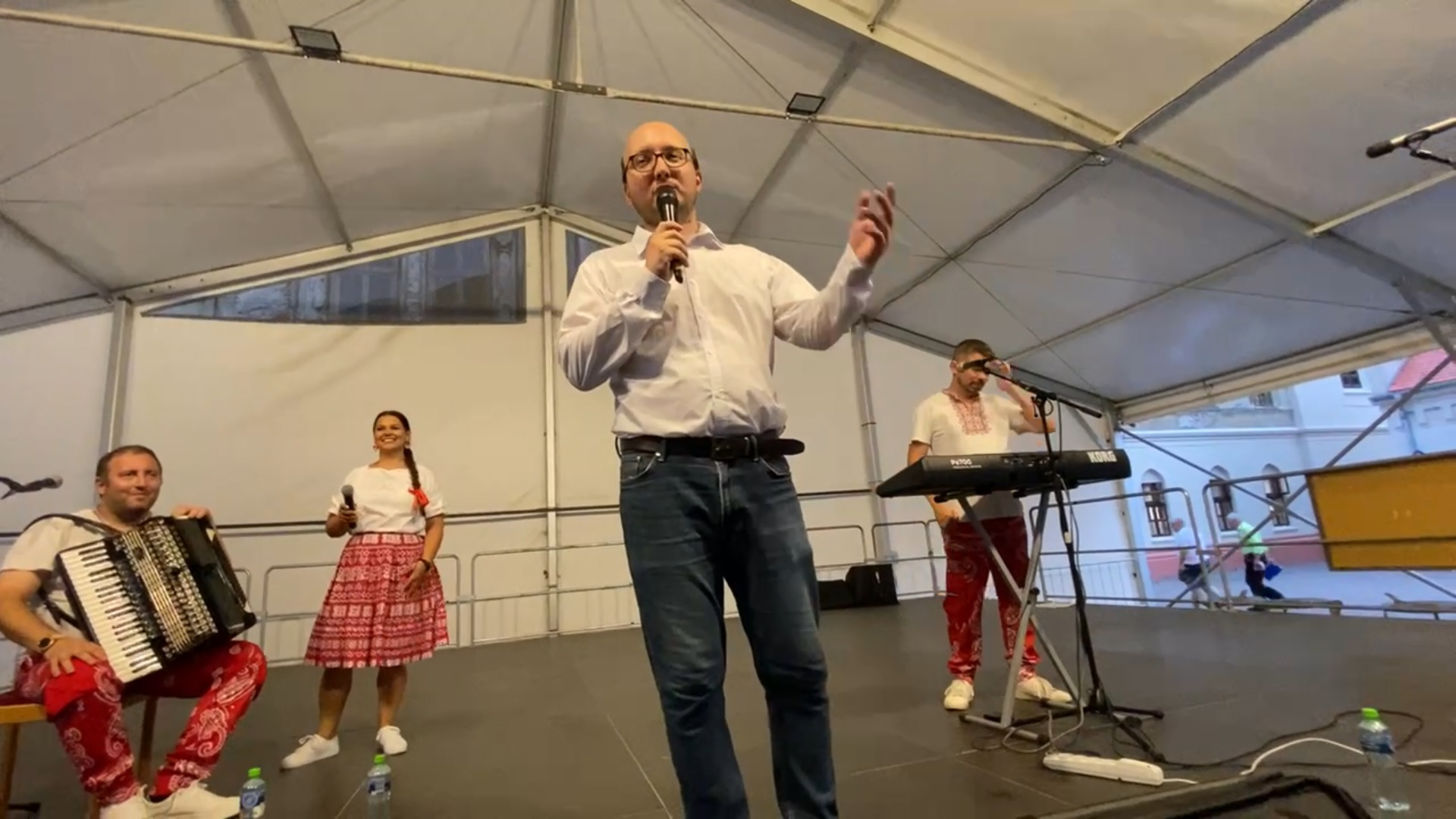
Hergottovci na akci Matice slovenské (2024, tajemník Matice slovenské Peter Schvantner jako moderátor)

- Všetkým pre radosť (FS Mladosť), 2005 [4]
- Ľudová veselica s Milanom Perným, 2012 [15]
- Ľudová veselica 2. – Keď som išiel cez tie hory, 2012 [16]
- Ľudová veselica 3. – Nebudem sa ženiť ešte, 2013 [17]
- Ľudová veselica 4. s Milanom a Jarkou – Píšťalenka píska [18]
- Vianočné koledy, v nočnej tichosti, 2014 [19]
- Ľudová veselica 5. – Keď mi prišla karta narukovať, 2015 [20]
- Ľudová veselica 6. – Teče voda teče, 2017 [21]
- Hergottovci: Hudba hraj, 2018 [22]
- Hergottovci: Prečo si neprišiel, 2019 [23]
- Vianočná zvesť, 2019

#### Videoklipy
- Milan Perný & Hergottovci ft. Ceco: Margito, Verklik, 2018
- Hergottovci a Milan Perný: Poľovnícka polka, Verklik, 2018
- Hergottovci: Keby si ty milí vedel, VIPMEDIA & Senzi TV, 2019
- Hergottovci: Pezinek, VIPMEDIA & Senzi TV, 2019
- Hergottovci: Čo to tam šuchoce, VIPMEDIA & Senzi TV, 2020
- Hergottovci: Ó, mamma mia, je tu pandémia, VIPMEDIA & Televízia SENZI, 2020 [14]

### Vědecká kariéra
Vystudoval Průmyslovou školu elektrotechnickou v Nitře. Úspěšně dokončil bakalářské a inženýrské studium na Slovenské technické univerzitě v Bratislavě (STU), na Fakultě Elektrotechniky a Informatiky (FEI) – odbor fyzikální inženýrství se zaměřením na obnovitelné zdroje energie. Působí jako pedagogický pracovník na oddělení materiálů a technologii a zabývá se materiálovým výzkumem pro fotovoltaické články.
V roce 2022 se umístil na třetím místě v hlasování Učiteľ roka za rok 2021.